# アメリカダイシャクシギ
アメリカダイシャクシギ （亜米利加大杓鷸、学名：Numenius americanus）は、チドリ目シギ科に分類される鳥類の一種。

## 形態
特徴は写真参照。

## 絶滅危惧評価
- LEAST CONCERN (IUCN Red List Ver. 3.1 (2001))

## 参照・注釈
1. ↑  Numenius americanus  (Species Factsheet by BirdLife International)